# Il barbiere di Siviglia
Il barbiere di Siviglia (deutsch: Der Barbier von Sevilla; Originaltitel bei der Uraufführung: Almaviva o sia L’inutile precauzione – Almaviva oder Die nutzlose Vorsicht) ist eine Opera buffa in zwei Akten von Gioachino Rossini. Das Libretto stammt von Cesare Sterbini auf Grundlage des Schauspiels Le barbier de Séville von Pierre Augustin Caron de Beaumarchais.

## Handlung
Die Oper spielt in Sevilla in der zweiten Hälfte des 18. Jahrhunderts.
Graf Almaviva nähert sich seiner Angebeteten Rosina inkognito unter dem Namen Lindoro. Die Maskerade hat zwei Gründe: Zum einen will er ausschließen, dass sich Rosina nur wegen seines Titels in ihn verliebt, zum anderen, um den geldgierigen Dr. Bartolo zu täuschen, der selbst überlegt, die reiche Rosina, sein Mündel, zu heiraten. Um in das Haus seiner Geliebten zu gelangen, rät ihm der örtliche Barbier Figaro zu Verkleidungen, einmal als betrunkener Soldat und ein anderes Mal als Musiklehrer. Im ersten Akt – als Soldat verkleidet – gelingt es dem Grafen tatsächlich, Rosina einen Liebesbrief zuzustecken.
Im zweiten Akt – als Musiklehrer getarnt – kommt er ihr beim Gesangsunterricht näher, und beide gestehen sich ihre Liebe. Almaviva plant daraufhin, Rosina nächtens aus dem Hause Bartolos, ihres Vormundes, zu befreien. Dafür hat Figaro seinem Kunden Dr. Bartolo bereits den Balkonschlüssel entwendet. Dr. Bartolo bekommt jedoch von den Fluchtplänen Wind und eilt fort, einerseits, einen Notar zu bestellen, um Rosina schnellstens zu heiraten, andererseits, die Wachen zu informieren, um den „nächtlichen Entführer“ auf frischer Tat festnehmen zu lassen. 
Als der Notar eintrifft, wird er von Almaviva unter Einsatz von Waffengewalt und viel Geld dazu gebracht, ihn und Rosina zu verheiraten. Bei Dr. Bartolos Rückkehr mit den Wachen gibt sich der Graf zu erkennen. Bartolo wird schließlich großzügig entschädigt: der Graf verzichtet auf die Mitgift, die Bartolo als Rosinas Vormund eigentlich zahlen müsste.
Die folgende Inhaltsangabe bezieht sich auf das Libretto der Urfassung von 1816. Spätere Fassungen haben geringfügig andere Szenenfolgen.

### Erster Akt
Platz in Sevilla gegen Ende der Nacht. Zur Linken das Haus Bartolos mit begehbarem Balkon und einer rundum führenden abschließbaren Jalousie

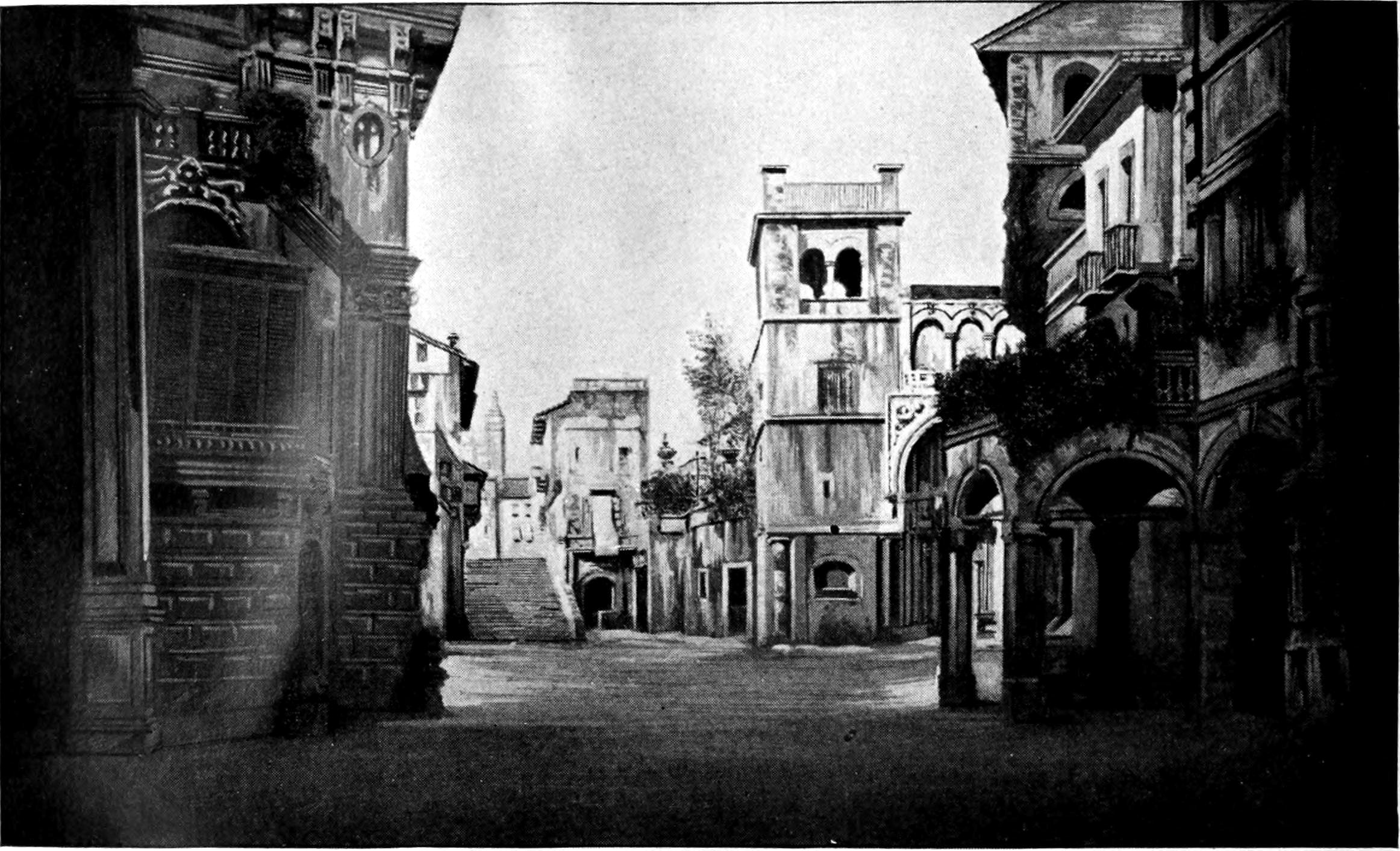
Der Platz in Sevilla

Szene 1. Mit einer Laterne in der Hand führt Fiorello eine Gruppe Musikanten vor das Haus (Introduktion/Serenata Nr. 1). Sie werden vom Grafen Almaviva empfangen, der sie zur Vorsicht mahnt (Introduktion: „Piano, pianissimo“). Die Musikanten stimmen ihre Instrumente und begleiten Almaviva bei einem Ständchen für seine Geliebte (Cavatine: „Ecco, ridente in cielo“). Allmählich wird es Tag. Da die Angebetete nicht erschienen ist, entlässt der Graf enttäuscht die Musikanten, nachdem sie von Fiorello ihren Lohn erhalten haben. Er will noch eine Weile allein warten und schickt daher auch Fiorello fort. Als hinter der Szene Gesang zu hören ist, versteckt er sich hinter einem Säulengang.
Szene 2. Figaro erscheint und singt ein fröhliches Barbier-Lied (Cavatine Figaro: „Largo al factotum“). Der Graf erkennt seinen Freund, tritt hervor und erzählt ihm von seiner Liebe zu der ihm noch unbekannten Bewohnerin des Hauses. Figaro weiß Näheres, da er dort als Barbier arbeitet: Das Mädchen ist Rosina, das Mündel des alten Doktors Bartolo.
Szene 3. Rosina tritt auf den Balkon, gefolgt von Bartolo. Sie hat einen Brief für Almaviva bei sich – Bartolo gegenüber behauptet sie, es sei der Text der Arie „Inutil precauzione“ („vergebliche Vorsicht“). Sie lässt den Brief fallen und schickt Bartolo fort, um ihn zu suchen. Es gelingt Almaviva, den Brief aufzuheben. Bartolo beordert Rosina verärgert zurück ins Zimmer.
Szene 4. Almaviva lässt Figaro den Brief vorlesen. Darin bittet Rosina ihn, sie seinen Namen, seinen Stand und seine Absichten wissen zu lassen. Sie sei fest entschlossen, der strengen Überwachung Bartolos zu entkommen. Figaro erzählt Almaviva von dem Geiz Bartolos, der Rosina wegen ihres Erbes heiraten wolle. Als der in schreiende Farben gekleidete Bartolo mit Perücke und Hut aus dem Haus tritt, ziehen sich Almaviva und Figaro zurück. Bartolo ruft den Bediensteten im Haus noch zu, dass Don Basilio auf ihn warten solle, und eilt fort, um Vorbereitungen für die Hochzeit mit Rosina zu treffen. Figaro erzählt Almaviva vom Charakter dieses Don Basilio: ein geldgieriger Ränkeschmied, der im Haus Bartolos als Musiklehrer wirke. Rosina ist nun unbeaufsichtigt, und Almaviva kann ihr erneut ein Ständchen bringen, in dem er sich als armer Mann mit dem Namen „Lindoro“ vorstellt (Canzone Almaviva: „Se il mio nome saper voi bramate“). Rosina hört ihm begeistert zu, zieht sich dann aber plötzlich vom Balkon zurück, als jemand in ihrem Zimmer auftaucht. Da Almaviva unbedingt mit ihr sprechen möchte, überredet er Figaro, ihm gegen reichen Lohn Zugang ins Haus zu verschaffen (Duett Figaro, Graf: „All’idea di quel metallo“). Figaro nennt ihm seinen Plan: Am Abend werden Soldaten im Haus erwartet, deren Oberst mit ihm befreundet ist. Almaviva solle sich daher als Soldat verkleiden und so tun, als sei er betrunken. Wenn er dann noch ein Einquartierungs-Billett vorweise, werde er Eintritt erhalten. Figaro zeigt ihm noch seinen Barbierladen und betritt dann das Haus Bartolos. Der Graf entfernt sich zur anderen Seite.
Zimmer im Haus Bartolos mit vier Türen. Das Fenster der Vorderseite mit Jalousie, wie in der ersten Szene. Auf der rechten Seite ein Schreibtisch
Szene 5. Rosina erscheint mit einem Brief in der Hand und besingt ihre Liebe zu „Lindoro“ (Cavatine Rosina: „Una voce poco fa“). Sie hofft dabei auf die Unterstützung Figaros.
Szene 6. Figaro betritt das Zimmer, um Rosina über den Plan zu unterrichten. Sie werden jedoch durch die Rückkehr Bartolos unterbrochen. Figaro versteckt sich hinter der ersten Tür auf der linken Seite.
Szene 7. Bartolo schimpft über die Streiche Figaros, der das ganze Haus für seine eigenen Zwecke umgestaltet habe. Um ihn zu ärgern, entgegnet Rosina, dass Figaro da war und ihr stets willkommen sei. Sie verlässt das Zimmer. Bartolo ruft seine Diener Berta und Ambrogio, um sie über den Besuch Figaros auszufragen – aber Berta ist zu erkältet und Ambrogio zu müde, um zu antworten. Beide gehen wieder.
Szene 8. Der bereits erwartete Musiklehrer Basilio erscheint und warnt Bartolo vor dem Grafen Almaviva, der Rosina den Hof mache. Basilio schlägt vor, ihn zu verleumden und so in Sevilla unmöglich zu machen (Arie Basilio: „La calunnia è un venticello“). Bartolo dauert das zu lange. Er will lieber schnellstens den Ehevertrag aufsetzen. Sie treten in das erste Zimmer auf der rechten Seite.
Szene 9. Figaro hat alles gehört und teilt Rosina mit, dass Bartolo sie schon am nächsten Tag heiraten wolle. Sie fragt ihn nach dem jungen Mann, mit dem sie ihn unter dem Balkon gesehen hatte. Figaro antwortet, das sei ein armer Student, der unsterblich verliebt sei. Nach scherzhaftem Zögern nennt er ihr den Namen der Angebeteten: „R… o… ro… rosi… Rosina“ (Duett Rosina, Figaro: „Dunque io son… tu non m’inganni?“). „Lindoro“ werde in Kürze selbst kommen, wünsche aber vorher ein paar Zeilen von Rosina, um zu wissen, wie sie zu ihm stehe. Rosina gibt ihm den schon geschriebenen Brief. Figaro entfernt sich durch die zweite Tür auf der rechten Seite.
Szene 10. Bartolo kehrt ins Zimmer zurück und fragt Rosina sofort nach den Absichten Figaros. Rosina versucht, auszuweichen: sie hätten lediglich über unwichtige Dinge gesprochen. Aber Bartolo bemerkt die Tinte an ihren Fingern und erkennt, dass ein Briefbogen fehlt. Er glaubt ihren Ausflüchten nicht – er sei zu schlau, um sich betrügen zu lassen (Arie Bartolo: „A un dottor de la mia sorte“). Bartolo geht.
Szene 11. Rosina lacht nur über Bartolos „Brummen“. Sie geht in das zweite Zimmer rechts.
Szene 12. Berta kommt aus der zweiten Tür links. Der Graf klopft von draußen, und Berta öffnet ihm.
Szene 13. Der Graf kommt als betrunkener Offizier verkleidet herein und ruft nach den Hausbewohnern (Finale I: „Ehi di casa… buona gente“). Bartolo erscheint, um zu sehen, was los ist. Almaviva stellt sich verwirrt, nennt ihn mit verschiedenen falschen Namen und zeigt ihm sein Einquartierungs-Billett. Bartolo kann den unerwünschten Eindringling nicht loswerden.
Szene 14. Rosina kommt zurück, und der Graf gibt sich ihr als „Lindoro“ zu erkennen. Bartolo versichert, als Arzt von der Einquartierung befreit zu sein, und sucht im Schreibtisch nach dem Dispens. Unterdessen versucht Almaviva, Rosina einen Brief zuzustecken. Bartolo hat nun die Urkunde gefunden und liest sie Almaviva vor – aber der schlägt sie ihm einfach aus der Hand und erklärt, trotzdem bleiben zu wollen. Durch eine Finte gelingt es ihm, mit Rosina die Briefe zu wechseln. Der aufmerksame Bartolo bemerkt dies jedoch und entreißt Rosina das Blatt, das sie aber rechtzeitig durch einen Wäschezettel ausgetauscht hat. In diesem Moment kommen von der einen Seite Basilio mit Notenblättern und von der anderen Seite Berta herein. Bartolo kann Rosina nichts mehr nachweisen. Sie fängt an zu weinen. Bartolo nähert sich ihr, um sie zu trösten, wird aber grob von Almaviva, der inzwischen seinen Säbel gezogen hat, zurückgehalten. Alle rufen um Hilfe.
Szene 15. Figaro tritt mit seinem Barbierzeug ein und versucht vergeblich, den Übereifer des Grafen zu dämpfen. Dieser bedroht Bartolo mit dem Säbel. Das Durcheinander wird immer größer, bis ein Wachoffizier mit seinen Soldaten erscheint und Einlass fordert.
Szene 16. Der Offizier fragt nach der Ursache des Lärms. Als er glaubt, den Grund erkannt zu haben, will er den Grafen ins Gefängnis abführen. Almaviva gebietet Einhalt und überreicht dem Offizier ein Papier. Der ist überrascht und zieht sich darauf mit den Soldaten zurück. Alle staunen über dieses Verhalten. Nur Figaro kann das Lachen kaum unterdrücken. Alle Einwände Bartolos werden von den Wachsoldaten abgewiesen, die vergeblich Ruhe fordern (Stretta des Finale I: „Ma signor“ / „Zitto tu!“).

### Zweiter Akt
Zimmer im Haus Bartolos mit Stuhl und einem Klavier mit verschiedenen Musiknoten
Szene 1. Bartolos Nachforschungen über den fremden Soldaten waren erfolglos. Er vermutet, Graf Almaviva habe ihn in sein Haus geschickt, um mit Rosina zu reden. Es klopft an der Tür.

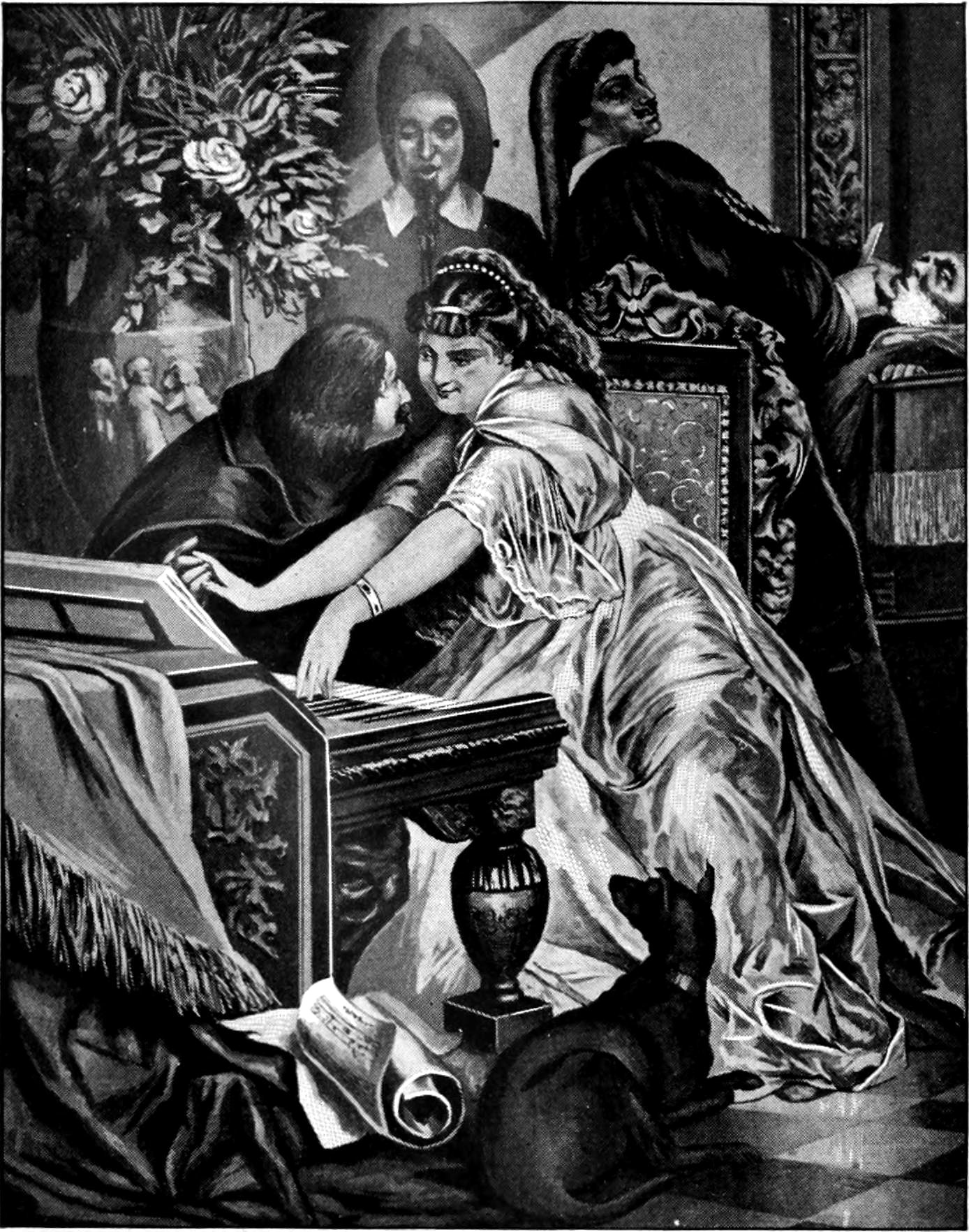
Der Graf gibt Rosina Musikunterricht

Szene 2. Der Graf tritt als Musiklehrer verkleidet ins Zimmer. Nach einer langwierigen Begrüßung, mit der er Bartolo bereits auf die Nerven geht, stellt er sich als „Don Alonso“ vor, der als Vertretung des angeblich erkrankten Basilio gekommen sei (Duett Graf, Bartolo: „Pace e gioia il ciel vi dia“). Der vermeintliche Lehrer erzählt Bartolo, im Gasthof den Grafen Almaviva kennengelernt zu haben. Er zeigt ihm einen Brief, den Almaviva von Rosina erhalten hat, und gewinnt Bartolos Vertrauen so weit, dass dieser Rosina herbeiholt.
Szene 3. Rosina erkennt ihren Geliebten sofort und gesteht ihm ihre Liebe in Gestalt des Lieds von der „vergeblichen Vorsicht“ (Arie Rosina: „Contro un cor che accende amore“). Bartolo erkennt den eigentlichen Sinn nicht, sondern kritisiert lediglich die Musik. Als Gegenbeispiel trägt er selbst eine Arie aus seinen Jugendjahren vor (Arietta Bartolo: „Quando mi sei vicina“). Figaro kommt mit seinem Rasierzeug hinzu und stimmt in das Lied mit ein. Er erklärt, Bartolo schon heute rasieren zu müssen, weil er morgen zu viele andere Kunden hätte – die Offiziere des neuen Regiments, die Locken der Marchesa Andronica, die Perücke des Grafen Bombè usw. Notgedrungen stimmt Bartolo zu und gibt Figaro seine Schlüssel, um die Wäsche aus der Kammer zu holen – darunter ist auch der Schlüssel zur Balkontür. In der Kammer lässt Figaro Geschirr fallen und lockt Bartolo so aus dem Zimmer. Der Graf macht Rosina in der Zwischenzeit einen Heiratsantrag, den diese freudig annimmt. Figaro kommt zurück und zeigt Almaviva den entwendeten Balkonschlüssel.
Szene 4. In diesem Moment tritt Basilio, der echte Musiklehrer, ein (Quintett: „Don Basilio!…“ / „Cosa veggo!“). Bevor seine Tarnung auffliegt, fordert Almaviva Bartolo auf, über den entwendeten Brief zu schweigen. Basilio steckt er eine Geldbörse zu und überredet ihn so, sich krankzumelden und wieder zu gehen. Figaro bereitet sich nun zur Rasur Bartolos vor. Dabei versucht er, durch seine Position die beiden Liebenden zu verdecken. Diese beginnen zum Schein mit dem Musikunterricht, besprechen dabei aber Rosinas Flucht. Trotz der Ablenkungsbemühungen Figaros vernimmt Bartolo die letzten Worte Almavivas. Er wirft Figaro und den Grafen wütend hinaus. Rosina zieht sich in ihr Zimmer zurück.
Szene 5. Die Diener Berta und Ambrogio kommen herein. Bartolo schickt Ambrogio los, um Basilio zu holen. Er selbst entfernt sich durch die zweite Tür rechts, um dort Wache zu stehen.
Szene 6. Allein zurückgeblieben, hat Berta Gelegenheit für eine eigene Arie über die Liebe, bevor sie ebenfalls das Zimmer verlässt (Arie Berta: „Il vecchiotto cerca moglie“).
Szene 7. Bartolo führt Basilio herein, der mutmaßt, dass sein angeblicher Vertreter Alonso der Graf persönlich gewesen sein könnte. Bartolo will nun zum Notar, um Rosina schleunigst zu heiraten. Basilio weist ihn darauf hin, dass der Notar beschäftigt sei, um die Nichte Figaros zu verheiraten – aber Figaro hat überhaupt keine Nichte. Bartolo schickt Basilio los, um den Notar sofort herzubitten.
Szene 8. Bartolo ruft Rosina zu sich. Mit dem von „Alonso“ erhaltenen Brief als Beweis behauptet er, dass „Alonso“ und Figaro versuchen würden, sie mit dem Grafen Almaviva zu verheiraten. Rosina glaubt ihm, verrät ihm den Fluchtplan und erklärt sich einverstanden, ihn zu heiraten. Sie geht traurig fort.

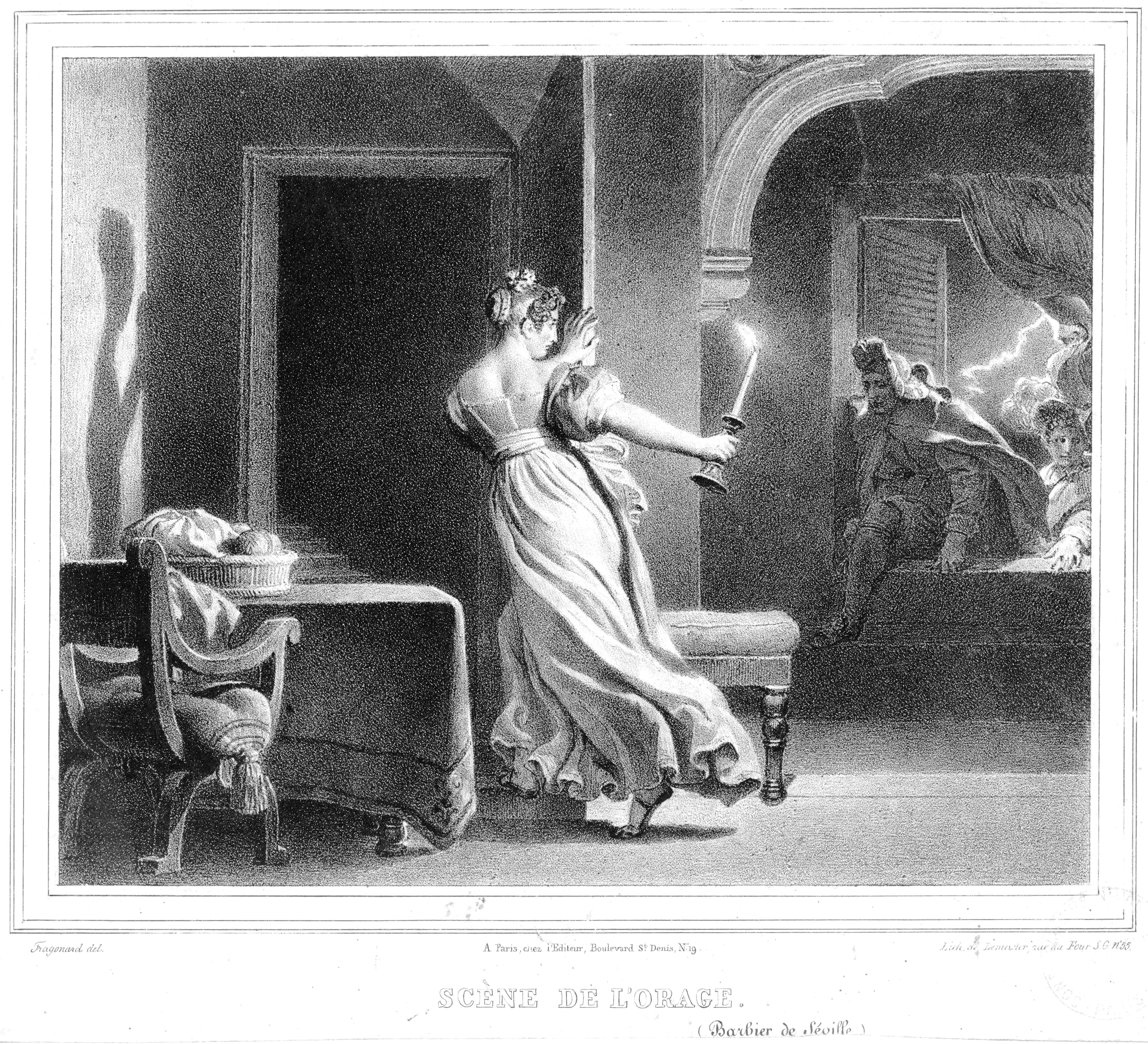
Gewitterszene II/9, um 1830

Szene 9. Ein Gewitter zieht auf. Gegen Ende des Orchesterspiels wird ein Fenstergitter geöffnet, und Figaro und der Graf steigen über eine Leiter hinein (Temporale Figaro, Graf: „Al fine eccoci qua“). Rosina kommt aus ihrer Kammer und weist „Lindoro“ erzürnt von sich. Dieser wirft seinen Mantel ab, gibt sich ihr als Graf Almaviva zu erkennen und wiederholt sein Eheversprechen (Terzett Rosina, Graf, Figaro: „Ah qual colpo inaspettato!“). Sie machen sich bereit zur gemeinsamen Flucht, die aber scheitert, weil die Leiter fortgenommen wurde. Auch durch den Haupteingang können sie nicht, denn dort sind bereits Leute.
Szene 10. Basilio tritt mit dem Notar herein. Figaro stellt sich erfreut, da nun die bereits vereinbarte Hochzeit seiner Nichte mit dem Grafen stattfinden kann. Basilio wird durch einen Ring und Drohungen zum Schweigen gebracht. Der Graf und Rosina unterschreiben den Trauvertrag. Als Zeugen fungieren Figaro und Don Basilio.

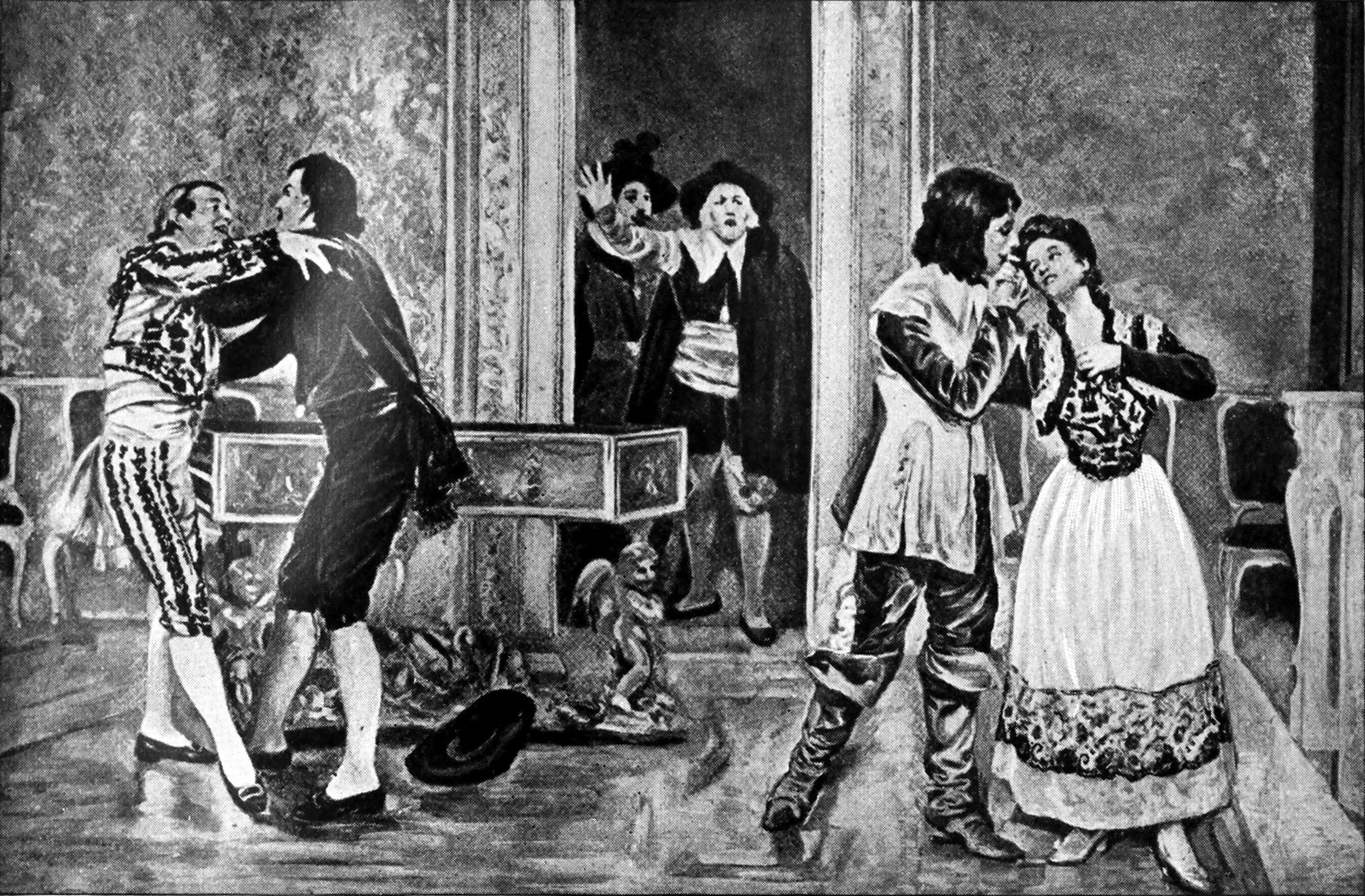
Finale des zweiten Akts

Szene 11. Zu spät kommt Bartolo mit den Wachsoldaten und dem Alkalden hinzu. Almaviva klärt alles auf und gibt sich als Graf und Ehemann Rosinas zu erkennen (Accompagnato Graf, Bartolo: „Il Conte!… che mai sento!“ – Arie Graf, Chor: „Cessa di più resistere“). Bartolo ärgert sich darüber, die Leiter entfernt zu haben. Der Graf besänftigt ihn, indem er auf eine Mitgift verzichtet. Alle feiern den glücklichen Ausgang (Finaletto II: „Di sì felice innesto“).

## Gestaltung

### Instrumentation
Die neue kritische Werkausgabe der Oper nennt die folgende Instrumentation:
- zwei Flöten/zwei Piccoloflöten, eine Oboe,[A 2] zwei Klarinetten, zwei Fagotte
- zwei Hörner, zwei Trompeten
- Große Trommel, Becken, Triangel
- Streicher
- Continuo, Klavier, Gitarre

In der aus Aureliano in Palmira übernommenen Ouvertüre kommen eine weitere Oboe und Pauken hinzu. Triangel und Continuo-Instrumente werden darin nicht benötigt.
Manche Fassungen der Partitur enthalten die Spätfassung der Ouvertüre, wie sie Rossini für Elisabetta regina d’Inghilterra vorgesehen hatte. In dieser Fassung gibt es zusätzlich drei Posaunen.:67
Die Aufführungspraxis zur Zeit der Uraufführung sah laut MGG (erste Ausgabe) folgende Besetzung der Streicher vor:
- vier erste Geigen
- drei zweite Geigen
- drei Bratschen
- zwei Celli
- ein Kontrabass

### Musiknummern
Die Oper enthält die folgenden Musiknummern:
- Sinfonia

Erster Akt
- Introduktion (Fiorello, Graf, Chor): „Piano, pianissimo“ (Szene 1)
- Cavatine (Graf): „Ecco ridente in cielo“ (Szene 1)
- Cavatine (Figaro): „Largo al factotum“ (Szene 2)
- Canzone (Graf): „Se il mio nome saper voi bramate“ (Szene 4)
- Duett (Figaro, Graf): „All’idea di quel metallo“ (Szene 4)
- Cavatine (Rosina): „Una voce poco fa“ (Szene 5)

- Arie (Basilio): „La calunnia è un venticello“ (Szene 8)
- Duett (Rosina, Figaro): „Dunque io son… tu non m’inganni?“ (Szene 9)
- Arie (Bartolo): „A un dottor della mia sorte“ (Szene 10)
- Finale I: „Ehi di casa… buona gente“ (Szene 13–16)
- Stretta des Finale I (Tutti, Offizier, Chor): „Ma signor“ / „Zitto tu!“ (Szene 16)

Zweiter Akt
- Duett (Graf, Bartolo): „Pace e gioia il ciel vi dia“ (Szene 2)
- Arie (Rosina): „Contro un cor che accende amore“ (Szene 3)
- Arietta (Bartolo): „Quando mi sei vicina“ (Szene 3)
- Quintett (Rosina, Graf, Figaro, Bartolo, Basilio): „Don Basilio!…“ / „Cosa veggo!“ (Szene 4)
- Arie (Berta): „Il vecchiotto cerca moglie“ (Szene 6)
- Temporale/Gewittermusik (Figaro, Graf): „Al fine eccoci qua“ (Szene 9)
- Terzett (Rosina, Graf, Figaro): „Ah qual colpo inaspettato!“ (Szene 9)
- Accompagnato-Rezitativ (Graf, Bartolo): „Il Conte!… che mai sento!“ (Szene 11)
- Arie (Graf, Chor): „Cessa di più resistere“ – „Ah il più lieto“ (Szene 11)
- Finaletto II (Tutti und Chor): „Di sì felice innesto“ (Szene 11)

### Übernahme von Musikmaterial
Rossini verwendete bei der Komposition einiges Material aus früheren Werken::58:68
- Von der bei der Uraufführung verwendeten Ouvertüre ist kein autographes Manuskript erhalten. Es gab zwar Spekulationen, dass Rossini eine eigene Ouvertüre komponiert hatte, aber bereits die meisten älteren Ausgaben verwendeten eine, die zuvor bereits bei zwei anderen Opern Rossinis zum Einsatz gekommen war, bei Aureliano in Palmira sowie bei Elisabetta regina d’Inghilterra, und die Rossini möglicherweise ursprünglich schon 1811 für L’equivoco stravagante komponiert hatte.[2]:49 Die beiden Fassungen unterscheiden sich in der Instrumentation voneinander. Viele Quellen enthalten überhaupt keine Ouvertüre oder eine ganz andere wie diejenige zu Il turco in Italia. Für die neue kritische Ausgabe der Partitur von 2009 wurde anhand der überlieferten Manuskripte eine Neufassung erstellt.[6]
- Der Eröffnungschor „Piano, pianissimo“ ist dem Anfangschor des zweiten Aktes „In segreto a che ci chiami“ von Sigismondo entnommen.
- Die Cavatine Almavivas „Ecco ridente in cielo“ (erster Akt, Szene 1) basiert auf den acht Anfangstakten des Priesterchors „Sposa del grande Osiride“ in Aureliano in Palmira.[2]:49
- Der zweite Teil der Cavatine Rosinas „Una voce poco fa“ (erster Akt, Szene 5) stammt ebenfalls aus Aureliano in Palmira (dort im Rondo des Arsace „Non lasciarmi in tal momento“) und tauchte auch in der Auftrittsarie der Elisabetta in Elisabetta regina d’Inghilterra auf.
- Auch der Anfang von Basilios Arie „La calunnia è un venticello“ (erster Akt, Szene 8) ist Aureliano in Palmira entnommen, dem Duett Arsace/Zenobia. Das Crescendo dieser Arie entstammt dem Duett Ladislao/Aldimira des ersten Aktes von Sigismondo.
- Die Tonfolge der Rosina zu den Worten „Ah, tu solo Amor tu sei“ im Duett „Dunque io son“ (erster Akt, Szene 9) kam bereits in der Arie der Fannì „Vorrei spiegarvi il giubilo“ in La cambiale di matrimonio zum Einsatz.
- Das Orchestermotiv der Stelle „I confetti alla ragazza“ in Bartolos Arie „A un dottor de la mia sorte“ (erster Akt, Szene 10) stammt aus dem Duett „E un bel nodo che due cori“ aus Il signor Bruschino.
- Die Melodie zu Rosinas Worten „Dolce nodo avventurato“ im Terzett „Ah qual colpo inaspettato!“ (zweiter Akt, Szene 9) entnahm Rossini seiner Kantate Egle ed Irene. Sie erschien dort mit Echowirkung zu den Worten „Voi che amate, compiangete“.[2]:51
- Die Gewittermusik (zweiter Akt, Szene 9) kam bereits in La pietra del paragone und in L’occasione fa il ladro zum Einsatz.

Außerdem gibt es einige Zitate von Musik anderer Komponisten::58:68
- Der Abschnitt „Zitti, zitti, piano, piano“ im Terzett „Ah qual colpo inaspettato!“ (zweiter Akt, Szene 9) zitiert die erste Arie des Simon „Schon eilet froh der Ackersmann“ aus Haydns Oratorium Die Jahreszeiten.[5]:58
- Der Teil des Finale I zu den Worten „Mi par d'esser con la testa“ basiert auf einem Thema im Finale des zweiten Akts von Spontinis Oper La vestale.[5]:58
- Die Arie der Berta „Il vecchiotto cerca moglie“ (zweiter Akt, Szene 6) basiert vermutlich auf einem russischen Volkslied.[5]:58

Umgekehrt flossen später auch Teile der Musik in andere Werke ein:
- La gazzetta enthält neben Musik von sieben früheren Opern auch Elemente aus Il barbiere di Siviglia.[5]:62
- Das Rondo der Cenerentola „Non più mesta“ im Finale von La Cenerentola ist eine stark verzierte Fassung der Cabaletta Almavivas „Ah il più lieto“ (zweiter Akt, Szene 11).[5]:72
- Die Orchestereinleitung zum zweiten Akt von Gaetano Donizettis Il borgomastro di Saardam plagiiert die Eintrittsszene des als Soldaten verkleideten Grafen im ersten Akt.[5]:171

### Bewertung
Rossinis Il barbiere di Siviglia gilt dem Musikkritiker Charles Osborne zufolge als eine der besten komischen Opern.:59 Laut Reclam-Opernführer handelt es sich um eine „Charakterkomödie voll Witz, Tempo und überraschender Wendungen. Die Situationskomik, Rossinis ironische Zwischentöne und sein subtiler Humor spiegeln sich in dem raffinierten Orchestersatz wider.“:260 Die Oper enthält eine Fülle von fröhlichen Melodien. Im Gegensatz zu Mozarts ebenfalls auf Beaumarchais basierender Oper Le nozze di Figaro fehlen ernste Elemente vollständig – was allerdings auch auf die jeweiligen Vorlagen zurückzuführen ist.:59 Der Rossini-Biograph Richard Osborne fasste die Qualität des Werks folgendermaßen zusammen:

„Das von Grund auf Erfrischende erwächst nicht nur aus der durchschlagenden Wirkung der berühmten Kavatine Figaros; mehrere Elemente wirken zusammen: Rossinis Sinn für die Brillanz stimmlicher und instrumentaler Klangwirkungen, seine Organisation der Form, die Kontrolle der Ausbrüche innerhalb der Formen, die so sehr bezeichnend für seine Opern sind, seine schnelle, intelligente Textvertonung und das, was Verdi ‚das Überquellen an echten musikalischen Einfällen‘ nennt.“

Erwähnenswerte Musiknummern sind:

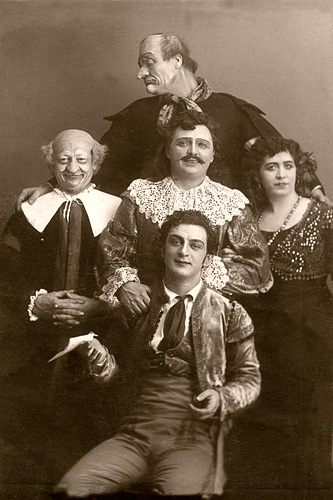
Darsteller einer Aufführung von 1913 im Bolschoi-Theater

- Die zweiteilige Auftrittsarie des Grafen „Ecco ridente in cielo“ (erster Akt, Szene 1) in C-Dur ist wegen ihres virtuosen Schluss-Allegros bemerkenswert.[5]:59
- Figaros Auftrittsarie „Largo al factotum“ (erster Akt, Szene 2) steckt voller Energie. Erstmals in der Geschichte der Oper kommt hier die hohe Baritonlage zur Geltung. In früheren Werken wurde kaum zwischen Bass und Bariton unterschieden.[5]:59 Richard Osborne bezeichnete die Arie als „neueste Manifestation der uralten Antriebskraft“ und „Verkörperung des libidinösen élan vital“.[8]:210
- In der Canzone Almavivas „Se il mio nome saper voi bramate“ (erster Akt, Szene 4) wird durch Tonartwahl, Stimmlage und Phrasierung die bei Beaumarchais dargestellte Nervosität des Grafen bei seinem Ständchen an Rosina abgebildet, die aus Sterbinis Libretto, abgesehen von den bewusst holprigen Versen, kaum hervorgeht.[8]:215
- Das Duett Figaro/Graf „All’idea di quel metallo“ (erster Akt, Szene 4) besticht durch seine überschäumenden melodischen Ideen und den berauschenden Schluss.[5]:59
- Die Cavatine der Rosina „Una voce poco fa“ (erster Akt, Szene 5) besteht aus zwei Teilen. Ein Andante wird gefolgt von einem schnelleren Koloratur-Schluss. Dieses Stück wurde längere Zeit um einen Ton nach oben transponiert von Sopranistinnen gesungen.[5]:59f
- Die Arie des Basilio „La calunnia è un venticello“ (erster Akt, Szene 8) ist berühmt für sein Crescendo und sowohl bei Bässen als auch beim Publikum beliebt.[5]:60
- Die Arie Bartolos „A un dottor de la mia sorte“ (erster Akt, Szene 10) ist ein Charakterstück. Aufgrund ihrer technischen Schwierigkeit wurde sie früher häufig durch eine einfachere Ersatzarie von Pietro Romani ersetzt.[5]:60 Sie enthält das schnellste je geschriebene Buffo-Plappern und ist in eine Sonatenform eingepresst.[8]:216
- Das Finale des ersten Akts bezeichnete Charles Osborne als „Rossini […] at his magnificent best“.[5]:60 Giuseppe Verdi nannte eine musikalische Phrase zu den Worten „Signor, giudizio, per carità“ als Beispiel für „wahrhafte dramatische Charakterisierung.“ In einem Brief von 1882 schrieb er, dass diese Phrase weder Melodie noch Harmonie sei. Als Deklamation sei sie wahrhaft und gut, und so sei auch die Musik.[5]:61
- Die Herauskomplementierung Basilios im Quintett zu den Worten „Buona sera, mio signore“ (zweiter Akt, Szene 4) erhält Schwung aus dem Tonartwechsel von dem „presto a letto“ in G-Dur über den Tonika-Leitton nach Es-Dur. Eine zweimal gesungene drängende Anfangsphrase wird nach der Kadenz von einer anschließend von den anderen Personen aufgenommenen Phrase mit dem Charakter eines Schlafliedes beantwortet.[8]:216f
- Das Terzett Rosina/Graf/Figaro: „Ah qual colpo inaspettato!“ (zweiter Akt, Szene 9) ist Richard Osborne zufolge eine der meisterlichsten Nummern der Oper.[8]:211 Es handelt sich um ein Andante maestoso in F-Dur im ⁴/₄-Takt, in dem auf unterschiedliche Weise Komik erzeugt wird. Zum einen gibt es zum Spott Figaros einen Echoeffekt; zum anderen werden die Liebenden unnötig hingehalten, damit die Cabaletta-Form mit der notwendigen Schlusswiederholung abgeschlossen werden kann.[8]:216

Erst gegen Ende des zweiten Akts lässt die Spannung trotz des meisterhaften Terzetts etwas nach. Die Sorbetto-Arie der Berta „Il vecchiotto cerca moglie“ (zweiter Akt, Szene 6), die Secco-Rezitative, die „überzählige“ Arie Almavivas „Cessa di più resistere“ (zweiter Akt, Szene 11) – die auch aufgrund der hohen technischen Anforderungen an den Sänger häufig gestrichen wird:60 – und das „gemütliche Vaudeville-Finale“ lassen auf Hast bei der Komposition schließen.:210f

## Geschichte

### Entstehung

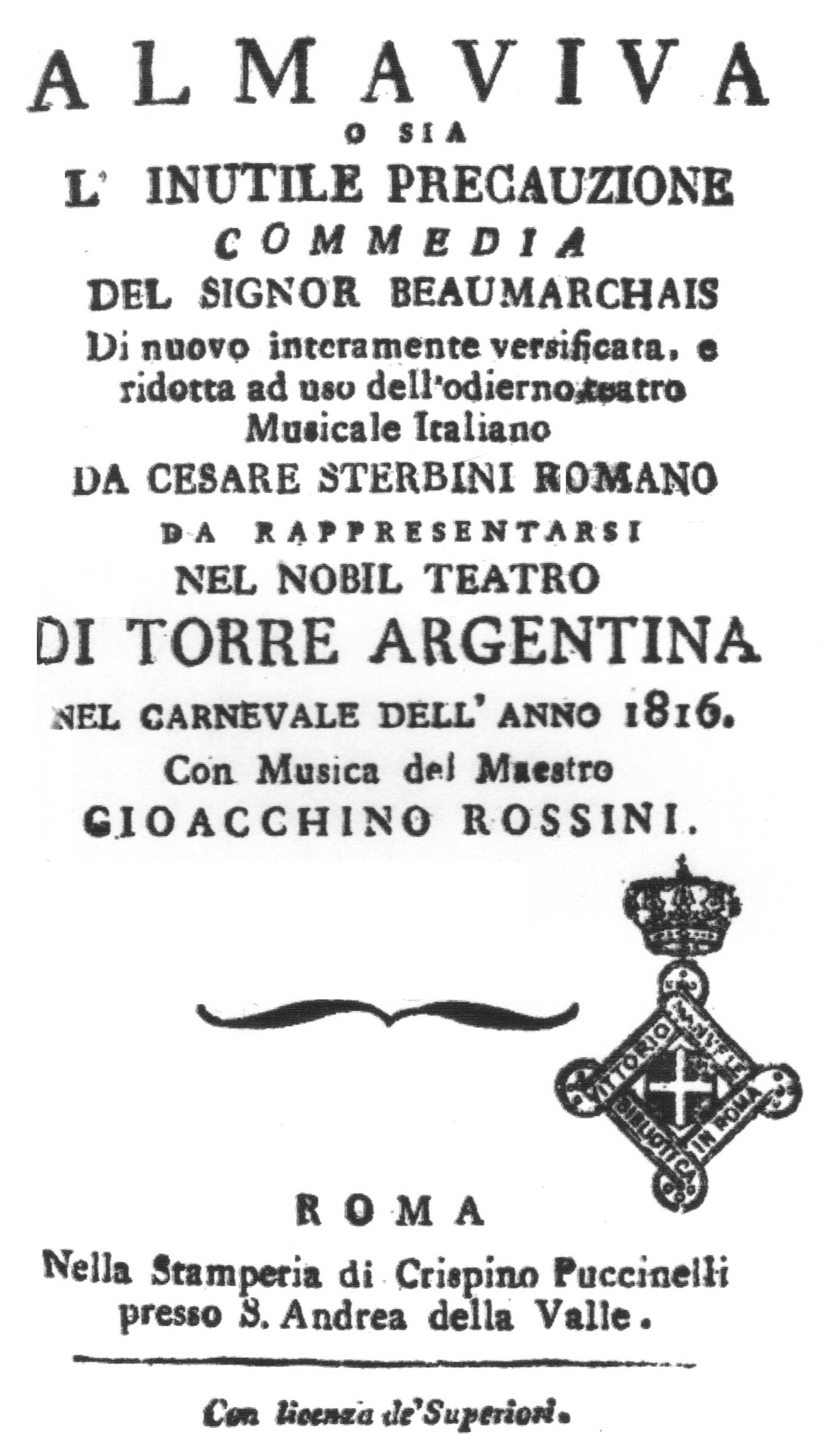
Titelblatt des Librettos von 1816

Rossinis Opera buffa war eine Auftragsarbeit des Teatro Argentina in Rom. Er schrieb sie im Alter von dreiundzwanzig Jahren. Der auf den 15. Dezember 1815 datierte Vertrag wurde von Rossini und dem Impresario Francesco Sforza-Cesarini unterschrieben und sah einen sehr engen Zeitrahmen vor. Er beinhaltete die Komposition, Einstudierung und Aufführung einer komischen Oper für die kommende Karnevalsaison. Das zu vertonende Libretto war zu diesem Zeitpunkt noch nicht festgelegt. Es sollte ihm von Sforza-Cesarini gestellt werden. Das fertige Werk war bis zum 20. Januar 1816 zu übergeben, und die Aufführung sollte um den 5. Februar stattfinden. Die ersten drei Aufführungen sollte Rossini persönlich vom Cembalo aus leiten. Als Honorar wurden 400 römische Scudi sowie Logis im selben Haus wie Luigi Zamboni (der Sänger des Figaro) vereinbart.:53:64
Sforza-Cesarini hatte selbst Schwierigkeiten mit der Planung. Aus finanziellen Gründen musste er das damals üblicherweise im Anschluss an die Oper aufgeführte Ballett fortlassen. Auch die Sänger waren zum Zeitpunkt der Vertragsunterschrift noch nicht verpflichtet worden. Dies gelang erst fünf Tage später. Für das Libretto wandte sich Sforza-Cesarini zunächst an Jacopo Ferretti, dessen Textvorschlag er jedoch als zu alltäglich befand. Daher beauftragte er nun Cesare Sterbini. Dessen Libretto basiert auf der Schauspielkomödie Le barbier de Séville von Pierre Augustin Caron de Beaumarchais, dem ersten Teil einer Trilogie mit dem Grafen Almaviva und Figaro als Hauptfiguren. Es war ohne großen Aufwand in ein Libretto umzuwandeln, denn bereits Beaumarchais hatte diese Komödie als Text zu einer Opéra-comique betrachtet und als solche auch einmal mit in Spanien gesammelten Liedern aufgeführt.:64f
Vor Rossinis Oper gab es weitere, ältere Vertonungen des Stoffs, darunter von Friedrich Ludwig Benda (Dresden, 1776), Johann André (Berlin, ebenfalls 1776), Johann Abraham Peter Schulz (1786) und von Nicolas Isouard (1797) – insbesondere aber von Giovanni Paisiello. Dessen Oper Il barbiere di Siviglia nach einem Libretto von Giuseppe Petrosellini war am 26. September 1782 in Sankt Petersburg uraufgeführt worden und wurde danach in ganz Europa und auch in Amerika gespielt.:65 Rossini war sich der Konkurrenzsituation bewusst. Er schrieb dem damals bereits 75-jährigen Paisiello einen Brief, in dem er seine eigene Arbeit herabsetzte und erklärte, lediglich ein Thema behandeln zu wollen, das ihm Freude mache. Paisiello soll ihm in seiner Antwort viel Glück gewünscht haben. Außerdem versuchte man, die Anhänger Paisiellos zu besänftigen, indem man seiner Oper zunächst einen anderen Titel gab (Almaviva o sia L’inutile precauzione) und dem gedruckten Libretto der Oper folgendes „Avvertimento al pubblico“ voranstellte::71

“La Commedia del Signor Beaumarchais intitolata „ Il Barbiere di Siviglia, o sia l’ inutile precauzione si presenta in Roma ridotta a Dramma Comico col titolo di „ Almaviva, o sia l’ inutile precauzione all oggetto di pienamente convincere il pubblico de’ sentimenti di rispetto e venerazione che animano l’Antore della Musica del presente Dramma verso il tanto celebre Paesiello che ha già trattato questo soggetto sotto il primitivo suo titolo .

Chiamato ad assumere il medesimo difficile incarico il Signor Maestro Gioacchino Rossini, onde non incorrere nella taccia d’ una temeraria rivalità coll’ immortale autore che lo ha preceduto, ha espressamente richiesto che il Barbiere di Siviglia fosse di nuovo interamente versificato, e che vi fossero aggiunte precchie nuove situazioni di pezzi musicali, che eran d’ altronde reclamate dal moderno gusto teatrale cotanto cangiato dall’epoca in cui scrisse la sua musica il rinomato Paesiello.”

„Die Komödie des Herrn Beaumarchais mit dem Titel ‚Der Barbier von Sevilla, oder Die vergebliche Vorsicht, wird in Rom bearbeitet als komisches Drama mit dem Titel ‚Almaviva, oder Die vergebliche Vorsicht aufgeführt, um das Publikum vollständig von den Gefühlen des Respekts und der Verehrung zu überzeugen, die den Autor der Musik des gegenwärtigen Dramas gegenüber dem so berühmten Paisiello bewegen, der diesen Stoff bereits unter seinem ursprünglichen Titel behandelt hat.

Dazu berufen, diesen schwierigen Auftrag anzunehmen, hat der Herr Maestro Gioachino Rossini, um nicht irrtümlich der verwegenen Rivalität mit dem ihm vorangegangenen unsterblichen Autor beschuldigt zu werden, ausdrücklich gefordert, dass der Barbiere di Siviglia ‚vollständig neu‘ in Verse gesetzt werde, und dass einige neue Situationen für Musikstücke hinzugefügt werden, die im Übrigen vom modernen Theatergeschmack gefordert werden, der sich seit der Zeit, in der der renommierte Paisiello seine Musik geschrieben hat, sehr geändert hat.“

Sterbini begann am 18. Januar 1816 mit der Arbeit am Libretto und lieferte am 29. Januar die letzten Teile ab.:65f Unterdessen begann Rossini bereits mit der Komposition.:72 Er übergab den ersten Akt am 6. Februar, da die erste Probe bereits für den folgenden Morgen geplant war. In dieser Nacht starb jedoch unerwartet der Auftraggeber Sforza-Cesarini an einem Herzschlag. Sein Nachfolger wurde Nicola Ratti. Wie lange Rossini insgesamt gebraucht hat, ist unklar. Je nach Quelle variieren die Angaben zwischen acht und vierzehn Tagen.:66 Rossini selbst nannte dreizehn Tage.:42 All diese Angaben werden jedoch bezweifelt. Üblicherweise wird das erstaunliche Arbeitstempo mit der Wiederverwendung einer bereits vorhandenen Ouvertüre und weiteren Übernahmen älterer Werke erklärt. Gelegentlich wurde jedoch die Vermutung geäußert, dass Rossini für Almaviva eine eigene Ouvertüre schrieb, für die er von Manuel García (dem Sänger des Almaviva) erhaltene spanische Melodien nutzte. Eine solche ist jedoch nicht erhalten.:67 Insgesamt reicht die Anzahl der Übernahmen nicht aus, um die Arbeit deutlich zu beschleunigen. Auch deutet die Handschrift der Originalpartitur darauf hin, dass Rossini selbst alle Stücke hintereinander komponiert hat. Der Rossini-Biograph Herbert Weinstock nimmt an, dass Rossini die Partitur tatsächlich in weniger als drei Wochen fertigstellte.:69

### Uraufführung
Die Uraufführung der Oper mit dem Titel Almaviva o sia L’inutile precauzione fand am 20. Februar 1816 unter der Leitung des Komponisten im Teatro Argentina in Rom statt. Es sangen Geltrude Righetti-Giorgi (Rosina), Elisabetta Loyselet (Berta), Manuel García (Almaviva), Luigi Zamboni (Figaro), Bartolommeo Botticelli (Bartolo), Zenobio Vitarelli (Basilio) und Paolo Biagelli (Fiorello).:70 Die Aufführung war ein Fiasko,:72 über das sich eine Reihe von Legenden bildeten, so dass sich der tatsächliche Ablauf nicht mehr sicher rekonstruieren lässt.:71 Möglicherweise befanden sich Paisiello-Anhänger im Publikum, die bewusst Störungen herbeiführen wollten.:55 Rossini selbst schrieb am 22. März 1860, also 44 Jahre später, an den französischen Bewunderer Scitivaux: „Als meine Oper herauskam, stürzten sie wie wilde Tiere auf den bartlosen kleinen maestro, und die erste Aufführung war eine der stürmischsten. Ich war aber nicht beunruhigt, und während die Zuhörer pfiffen, klatschte ich den Aufführenden zu.“:71
Alexis Azevedo berichtete in seiner Rossini-Biographie von 1864 über Gelächter, Missfallensrufe und schrilles Pfeifen bei Rossinis Auftritt. Er trug nussbraune Kleidung mit Goldknöpfen nach spanischer Art, die er vom Impresario Domenico Barbaja erhalten hatte:

« Les descendants des anciens maîtres du monde étaient des gens trop sensés pour supposer qu’un homme vêtu d’un habit de cette couleur pût
avoir la moindre étincelle de génie, et que sa musique méritât d’être écoutée un seul instant. »

„Die Nachkommen der alteingesessenen maestri dieser Welt waren Leute mit so viel gesundem Menschenverstand, daß sie nicht glaubten, daß ein Mann, der Kleidung einer solchen Farbe trug, auch nur den geringsten Funken eines Genies haben könnte, oder daß es sich lohnte, seine Musik nur einen einzigen Augenblick lang anzuhören.“

Während der Aufführung stolperte der erste Basilio, gesungen von Zenobio Vitarelli, bei seinem Auftritt über eine Falltür und fiel auf sein Gesicht.

« Le bon public, comme jadis ses ancêtres au Colisée, vit avec joie cette effusion de sang. Il rit, applaudit, demanda bis, fit, en un mot, un vacarme abominable. Quelques personnes, croyant que cette chute faisait partie intégrante du rôle, crièrent au mauvais goût et donnèrent des marques de la plus vive colère.

C’est dans ces conditions encourageantes que le navré Vitarelli dut chanter l’air incomparable de la Calomnie. A chaque instant, il était obligé de porter à son nez le mouchoir qu’il tenait à la main pour étancher le sang de sa principale blessure, et chaque fois qu’il se permettait ce mouvement, si nécessaire en pareille occurrence, les sifflets, les interpellations et les rires partaient de tous les points de la salle. »

„Das liebe Publikum sah mit Freude das Fließen von Blut, ganz wie seine Vorfahren im Kolosseum. Es lachte, applaudierte, verlangte eine Wiederholung, kurz, es war ein furchtbares Durcheinander. Einige Leute dachten, daß das Stolpern als ein Teil der Aufführung geplant war, beschwerten sich über die Geschmacklosigkeit und zeigten ihren Ärger deutlich.

Angeregt von diesen Zuständen mußte der verletzte Vitarelli die unvergleichliche Verleumdungsarie [(„La calunnia è un venticello“, erster Akt, Szene 8)] singen. Um das Blut der größten Wunde zu stillen, mußte er ununterbrochen das Taschentuch, das er in der Hand hielt, an die Nase halten, und jedes Mal, wenn er diese bei seinem Zustand so notwendige Bewegung machte, fingen Pfeifen, Mißfallenskundgebungen und Lachen im ganzen Saal wieder von neuem an.“

Azevedo schrieb weiter, dass während des Finales eine Katze zwischen den Sängern umherlief. Sie wurde von Zamboni, dem Sänger des Figaro, hinausgejagt, erschien dann auf der anderen Seite wieder und sprang Botticelli, dem Darsteller des Bartolo, auf die Arme. Das Publikum imitierte das Miauen und feuerte das Tier an.:114:72
Geltrude Righetti-Giorgi, die Sängerin der Rosina, berichtete von wechselhaften Reaktionen des Publikums, das sie zuerst auspfiff, ihr dann nicht zuhörte, dann wieder Beifall spendete und nach dem Duett Rosina/Figaro in Pfeifen, Gelächter und Geschrei ausbrach. Rossini habe alles unerschrocken erduldet und am Ende ungerührt das Theater verlassen. Bei der zweiten Aufführung am Folgetag – die Rossini entgegen der Vertragsbedingungen nicht selbst leitete:43 – habe sich das Publikum ruhig verhalten und allgemeinen Beifall gespendet, der sich nach der dritten Aufführung noch verstärkte.:73f
Nach der zweiten Vorstellung begab sich einem angeblich von Rossini selbst stammenden Bericht in der 1858 erschienenen Broschüre Une Soirée chez Rossini à Beau-Séjour (Passy) von Edmond Michotte zufolge eine größere Menschenmenge auf Rossinis Hotel zu und verlangte ihn zu sehen, um ihm Beifall zu spenden. Da Rossini sie aus Furcht vor einer Fortsetzung der Tumulte des Vortags nicht sehen wollte, kam es zu einem Aufruhr, bei dem zwei Fensterscheiben neben seinem Bett zerschlagen worden seien. Insgesamt gab es in dieser Spielzeit höchstens sieben Vorstellungen.:74

### Nachwirken

Historische Sängerinnen der Rosina
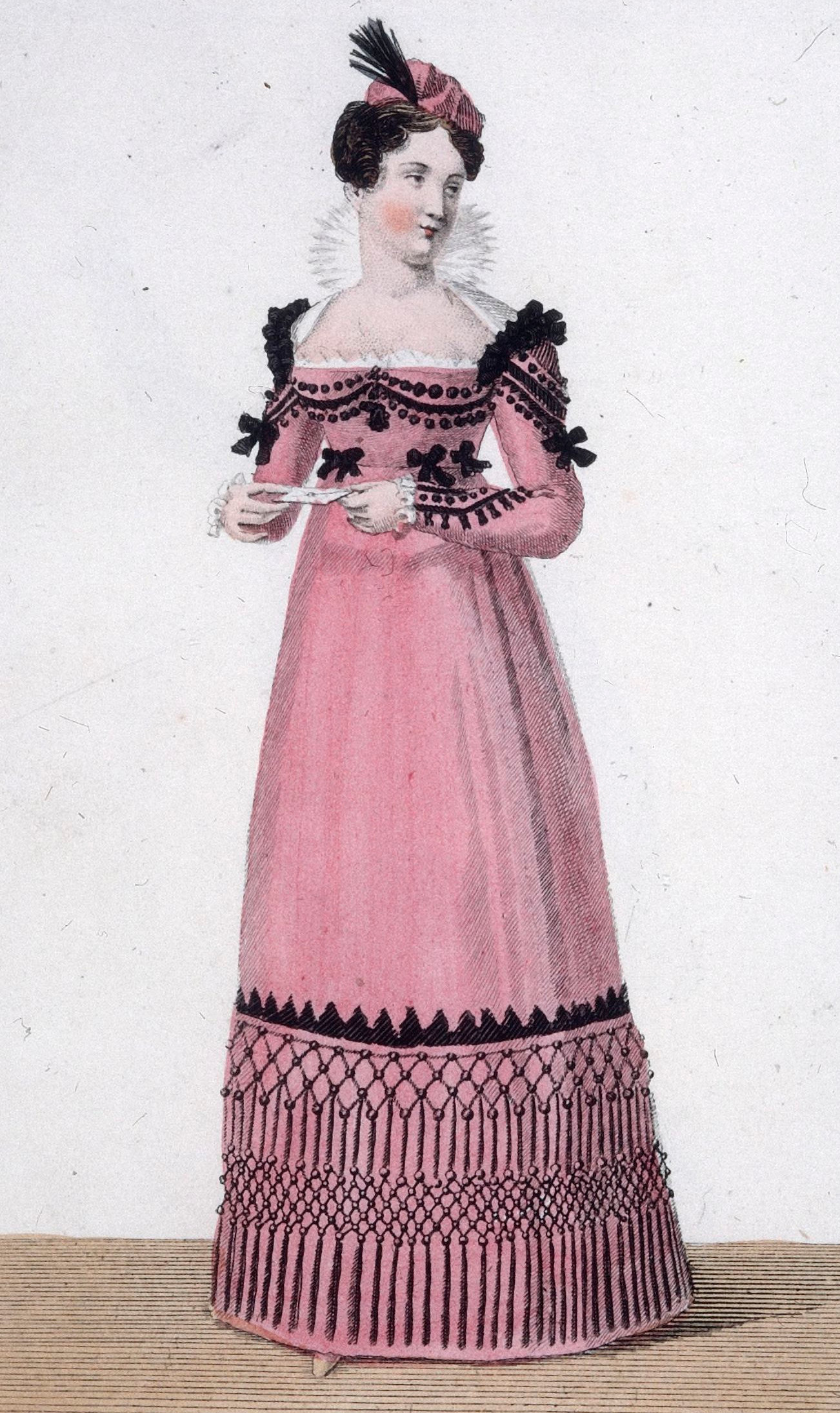
Giuseppina Ronzi de Begnis, 1819
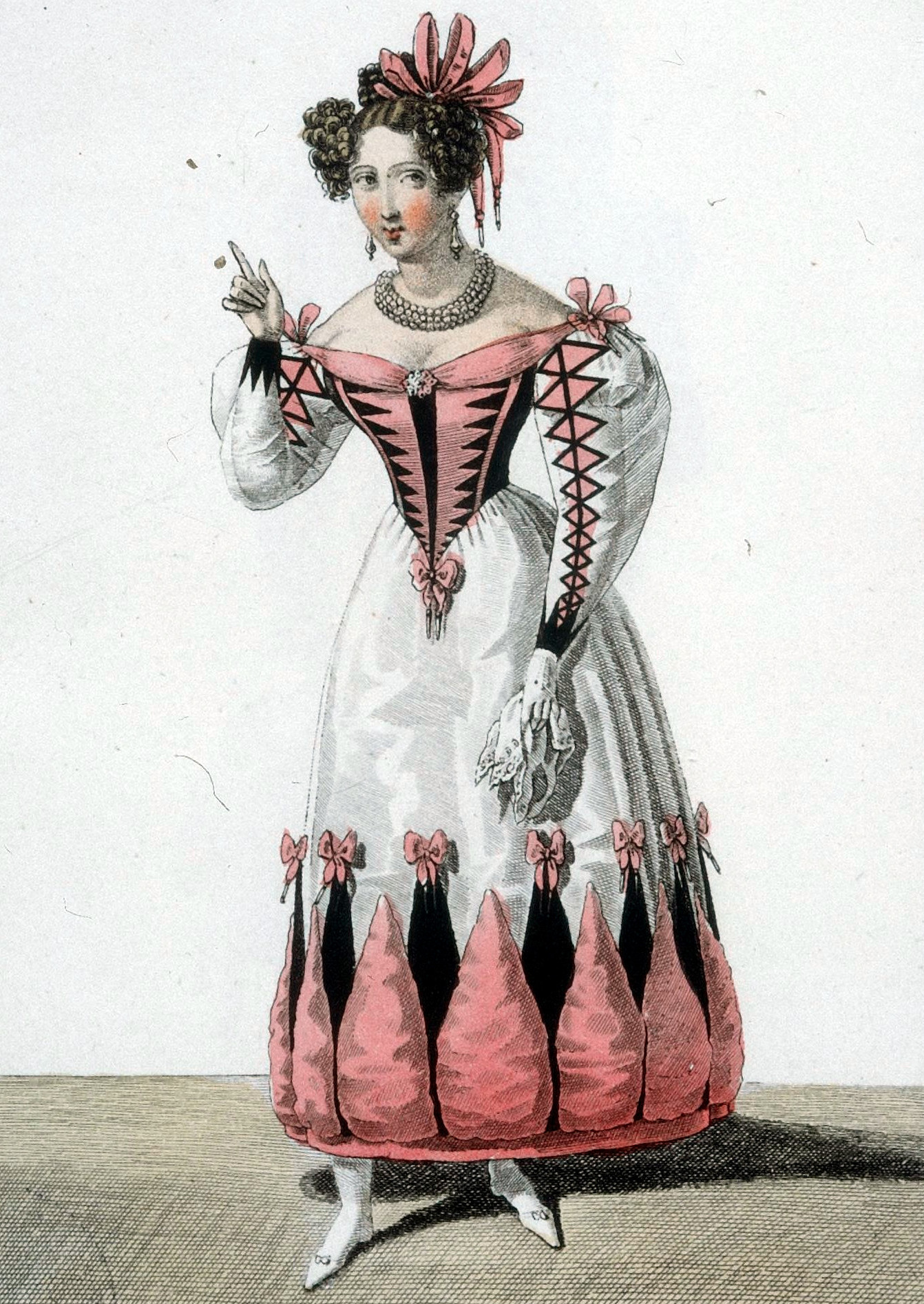
Henriette Sontag, 1828
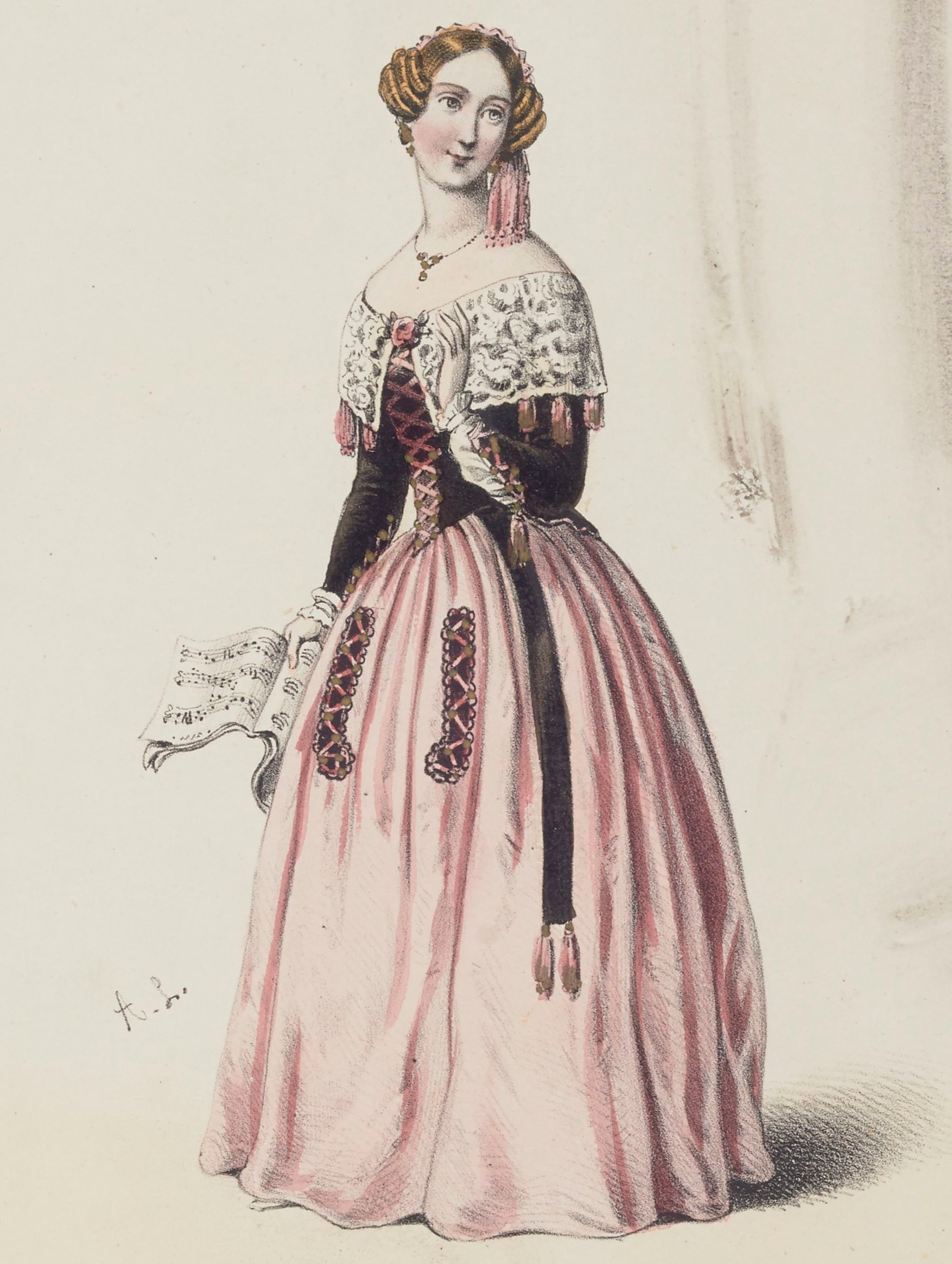
Fanny Persiani, 1844
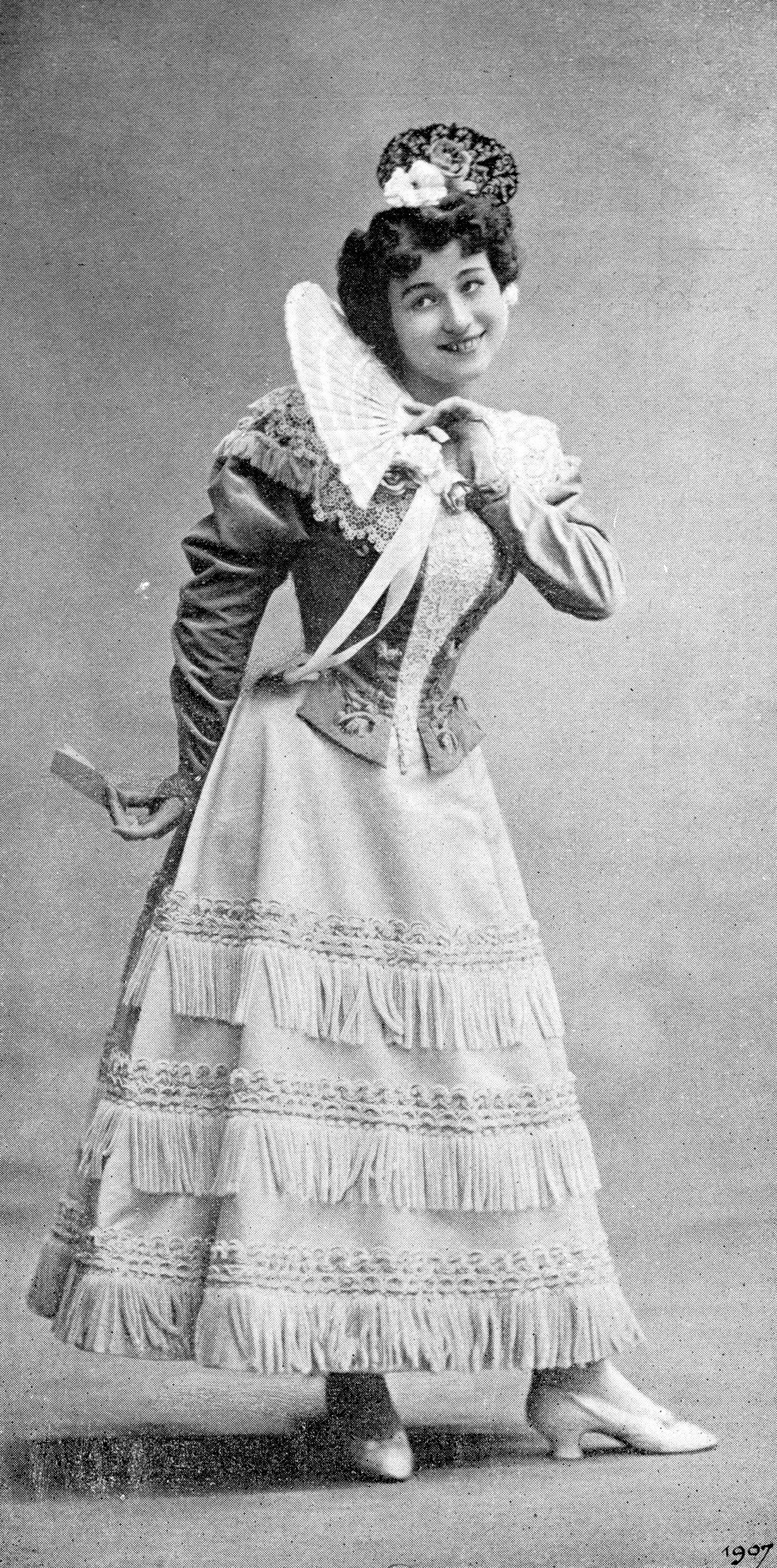
Geneviève Mathieu-Lutz, 1907
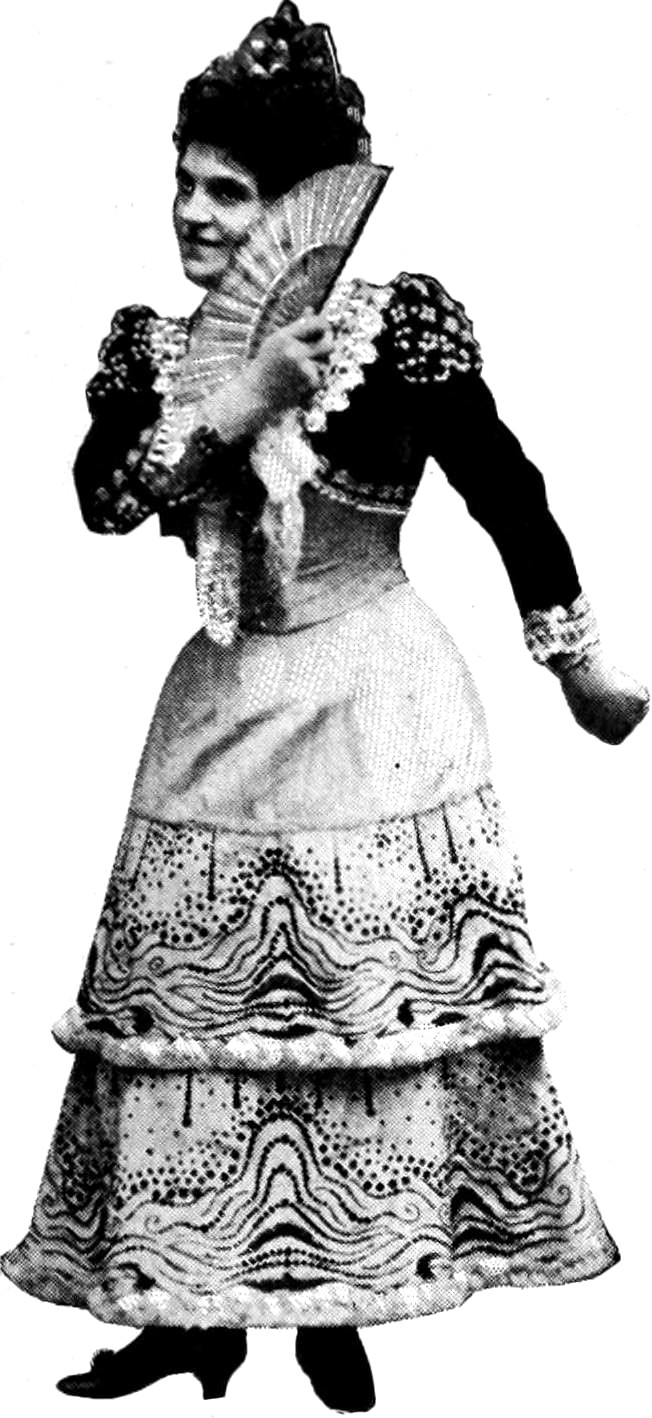
Marcella Sembrich, vor 1917

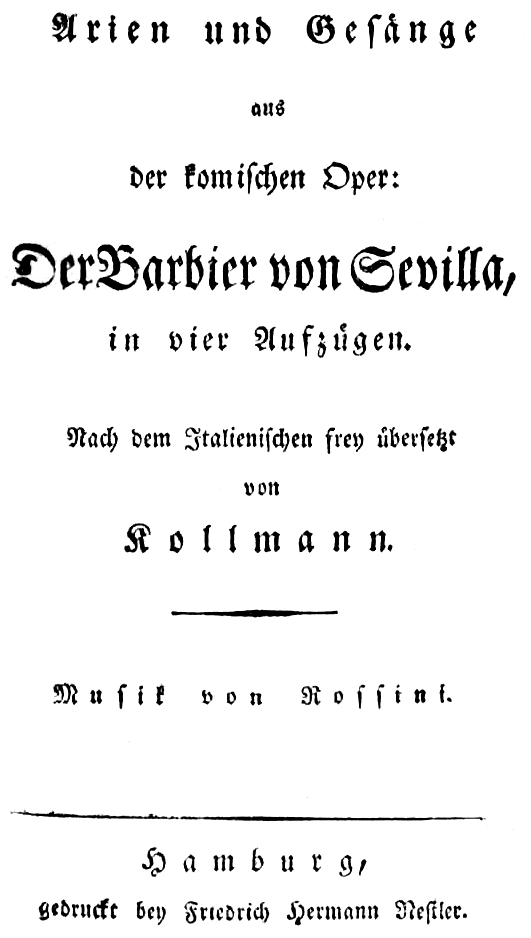
Titelblatt der Übersetzung von Ignaz Kollmann, Hamburg, um 1820

Am 10. August 1816 wurde die Oper in Bologna erstmals unter dem Titel Il barbiere di Siviglia aufgeführt. Anschließend trat sie ihren Siegeszug um die Welt an. Am 10. März 1818 wurde sie im King’s Theatre am Haymarket in London gegeben.:74 Aufführungen in englischer Sprache gab es am 13. Oktober in Covent Garden und am 3. Mai 1819 in New York.:428 Die deutsche Erstaufführung fand am 1. Januar 1819 im Residenztheater München statt. Am 27. Mai desselben Jahres gab es in Graz die erste Aufführung in deutscher Sprache mit gesprochenen Texten in einer Übersetzung von Ignaz Kollmann. 1819 wurde die Oper im Theater an der Wien gespielt, und 1820 am Theater am Kärntnertor, 1821 in Madrid, Odessa und Brüssel, 1822 in Kopenhagen und Sankt Petersburg, 1823 in Amsterdam, 1825 in Buenos Aires, Stockholm und Warschau usw. Als es 1821 erneut zu Aufführungen in Rom kam, war die Oper bereits tausendfach gespielt worden.:74
Später wurde die Oper häufig bearbeitet und entstellt. Die Rezitative wurden durch gesprochene Texte ersetzt. Die Rolle der Rosina wurde in die Sopranlage transponiert. Außer der Fassung von Ignaz Kollmann gab es Übersetzungen von Theobald Rehbaum (1890), Otto Neitzel, Günther Rennert, Siegfried Anheißer und Carl Stueber.:261

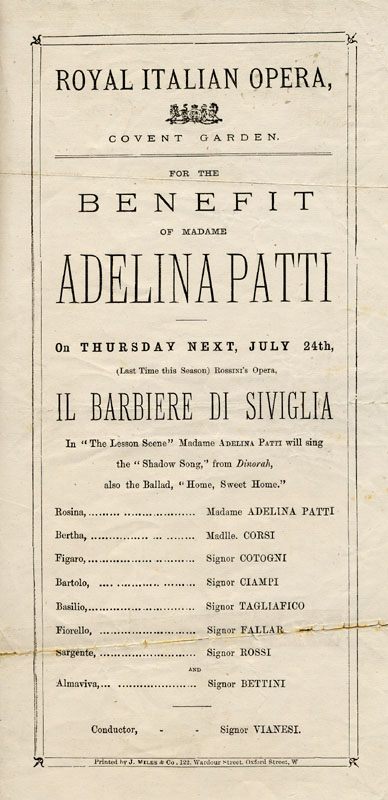
Poster einer Aufführung am Covent Garden, 1875

Bereits Mitte des 19. Jahrhunderts erschien im Rahmen der Ricordi-Ausgabe ein Klavierauszug.:13 Eine kritische Edition von Alberto Zedda erschien 1969. Auf dieser basierte schon 1968 die Salzburger Inszenierung von Jean-Pierre Ponnelle.:261 2009 wurde unter der Leitung von Patricia B. Brauner eine neue kritische Ausgabe der Fondazione Rossini Pesaro herausgegeben, in der sämtliche Originalquellen und die Fortschritte der Rossini-Forschung berücksichtigt wurden.

Historische Sänger des Figaro
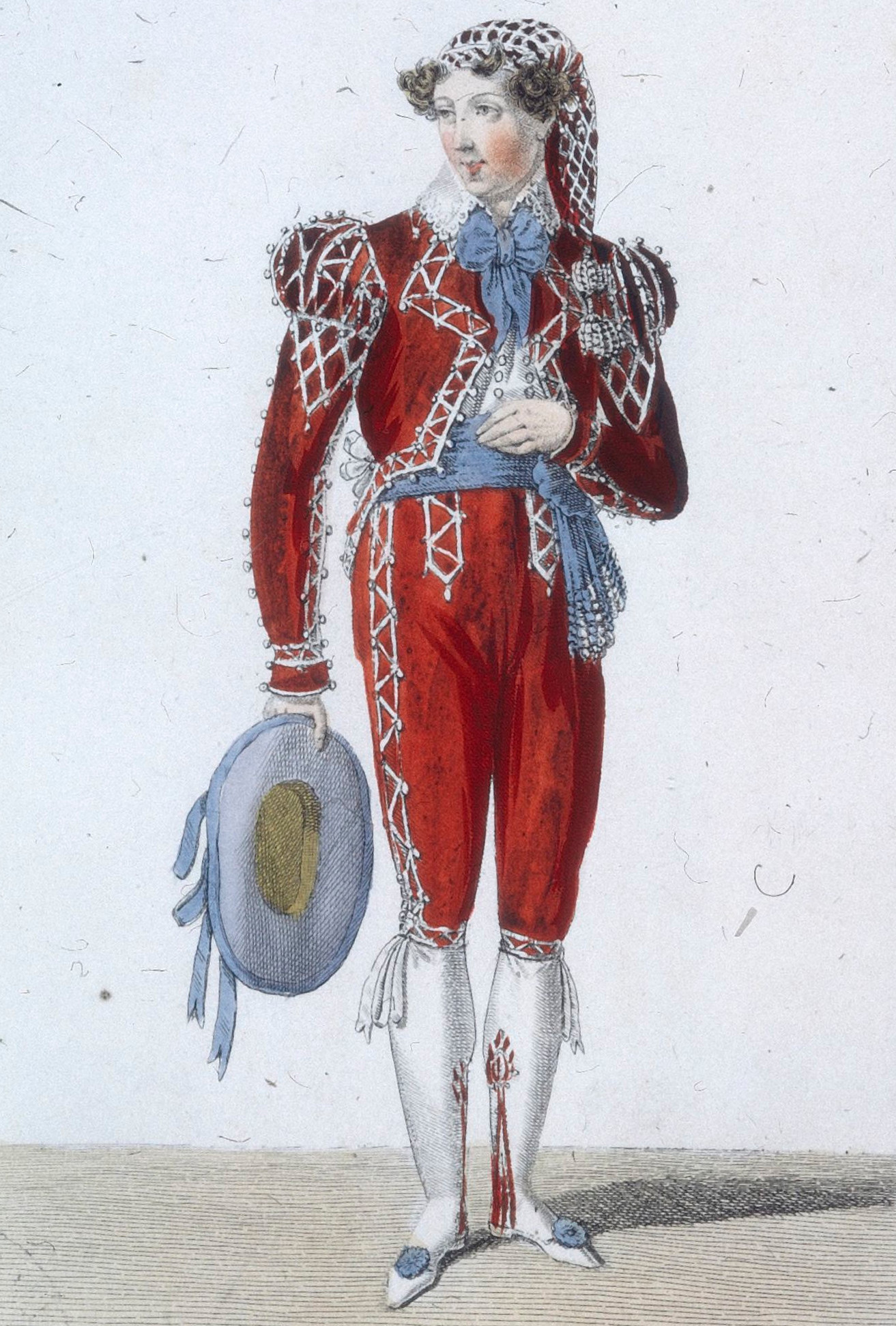
Vincenzo Felice Santini, 1828
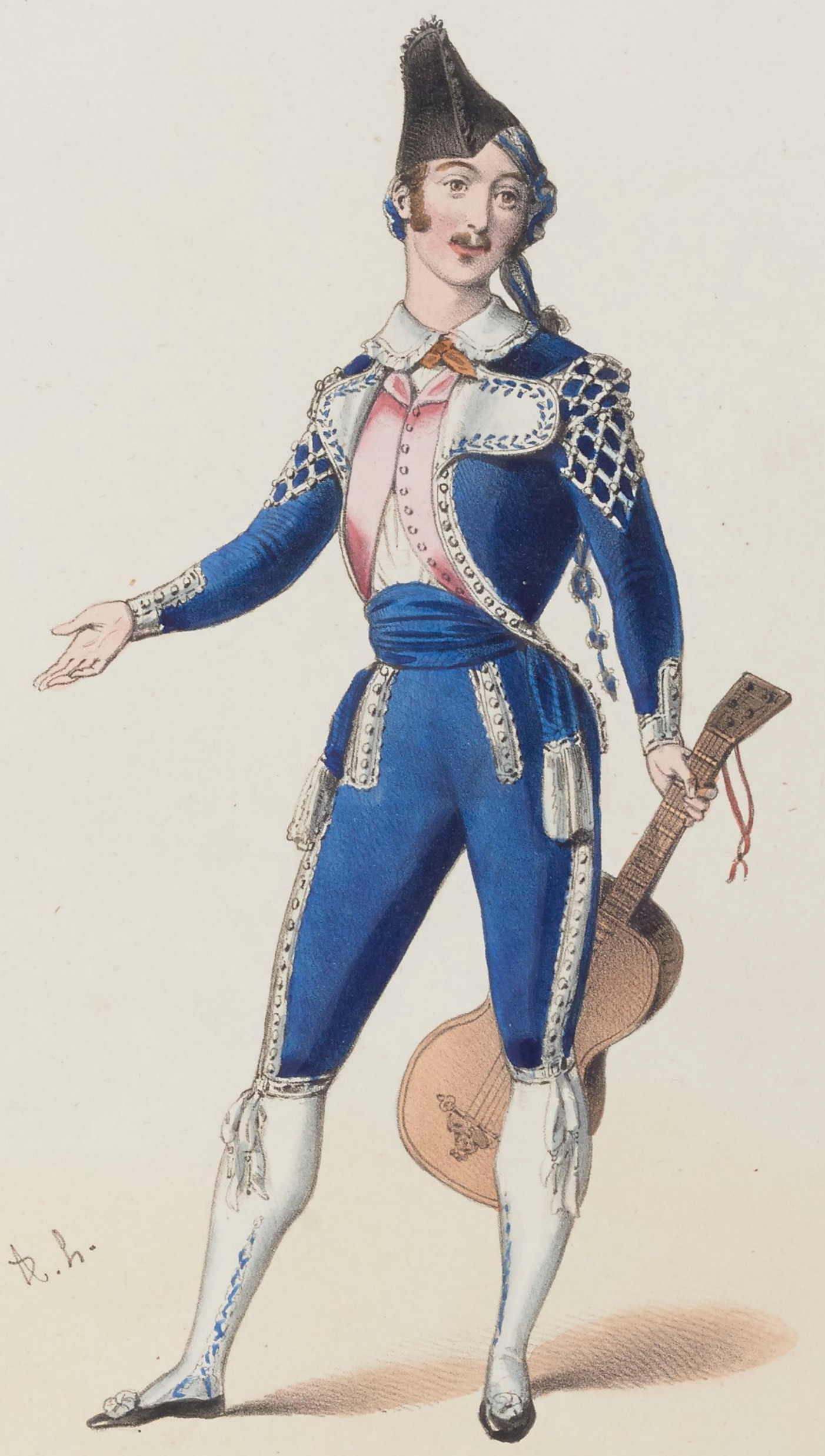
Giorgio Ronconi, 1844
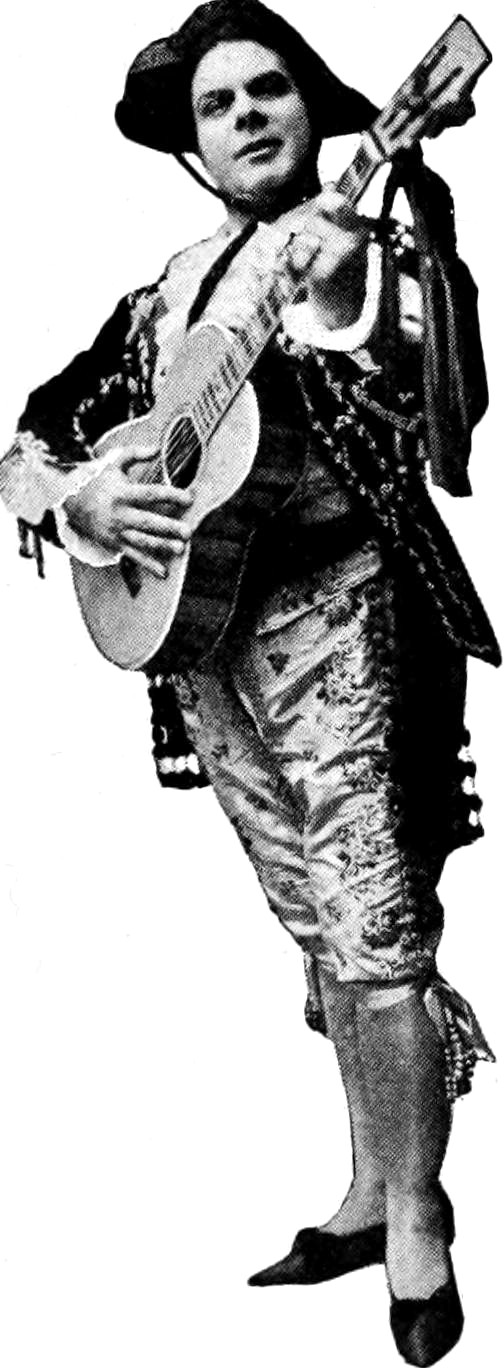
Mario Sammarco, vor 1917
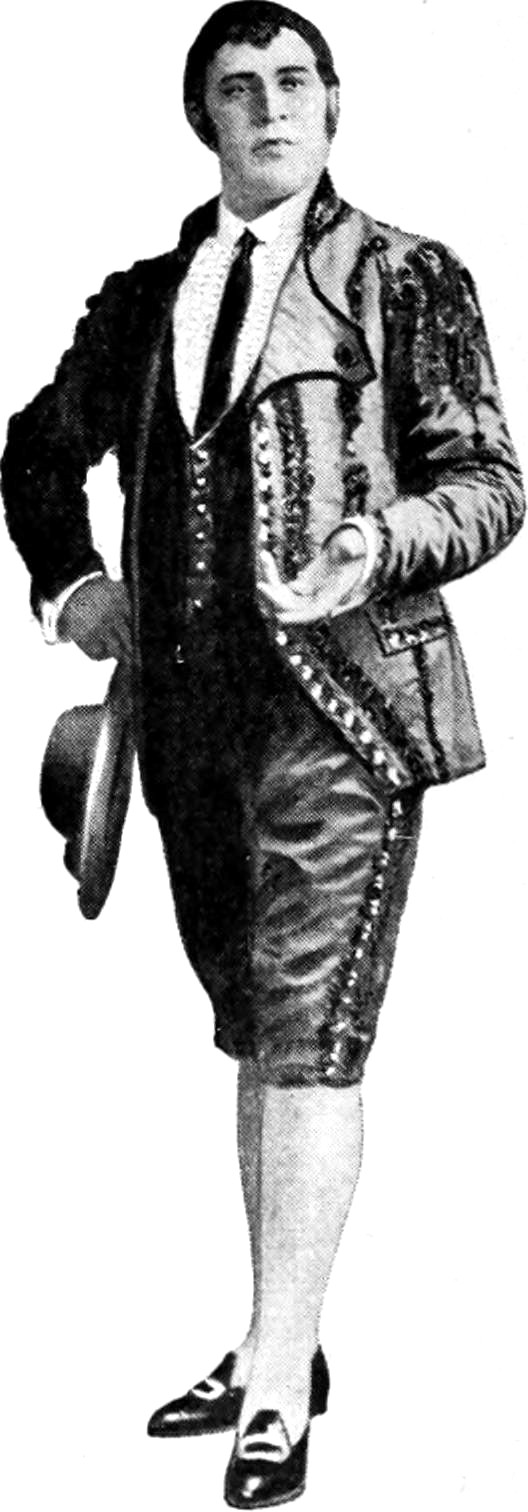
Titta Ruffo, vor 1917

Eine weitere Vertonung des Barbiere di Siviglia-Stoffes stammt von Costantino Dall’Argine. Sie wurde am 11. November 1868, zwei Tage vor Rossinis Tod, im Teatro Comunale in Bologna aufgeführt. Ähnlich wie seinerzeit Rossini bei Paisiello hatte der Komponist Rossini am 2. August von seiner Oper berichtet und ihn um seine Erlaubnis gebeten, sie ihm zu widmen. Rossini antwortete ihm freundlich, wünschte ihm viel Erfolg und nahm die Widmung an.:399

Historische Sänger des Basilio und des Bartolo
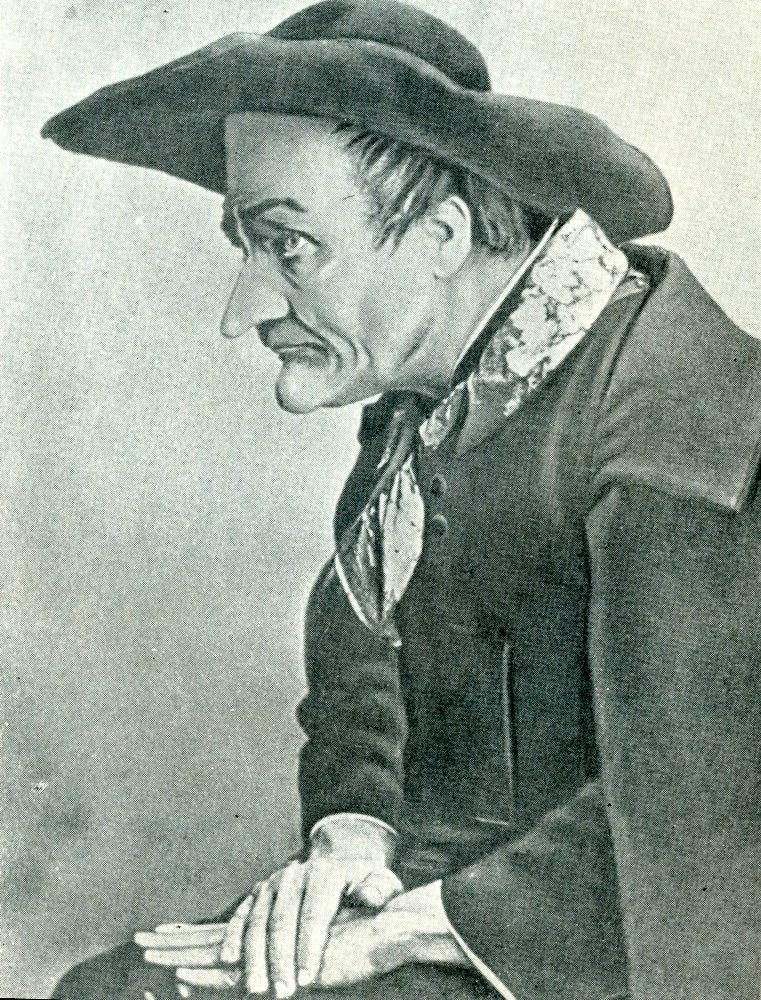
Fjodor Schaljapin als Basilio, 1912
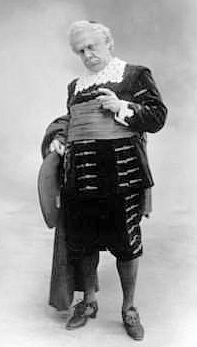
Lucien Fugère als Bartolo, 1914

Die Hauptpersonen des Barbiere sind auch Hauptfiguren der Oper Le nozze di Figaro (1786) von Wolfgang Amadeus Mozart und Lorenzo Da Ponte nach dem zweiten Teil von Beaumarchais’ Figaro-Trilogie, La folle journée ou Le mariage de Figaro (1778/1784). Der 1792 vorgestellte dritte Teil, L’autre Tartuffe ou La mère coupable, ist die Grundlage von Darius Milhauds 1966 uraufgeführter Oper La mère coupable. Auch andere französische Autoren schrieben Fortsetzungen der ersten beiden Teile. Beispielsweise diente Les deux Figaro (1795) von Honoré-Antoine Richaud Martelly als Vorlage für Felice Romanis Libretto I due Figaro, ossia Il soggetto di una commedia, das u. a. 1820 von Michele Carafa und 1835 von Saverio Mercadante vertont wurde.
Auch wenn Paisiellos Oper immer wieder als Rarität auf dem Spielplan von Opernhäusern und Festspielen auftaucht, genießt Rossinis Werk heute weitaus größere Popularität und ist als Standardwerk des internationalen Opernrepertoires eine der meistaufgeführten Opern der Welt.

## Aufnahmen
Il barbiere di Siviglia ist vielfach auf Tonträger erschienen. Operadis nennt 135 Aufnahmen im Zeitraum von 1918 bis 2009. Daher werden im Folgenden nur die in Fachzeitschriften oder Opernführern besonders ausgezeichneten oder aus anderen nachvollziehbaren Gründen erwähnenswerten Aufnahmen aufgeführt.
- 1918/1919 (erste bekannte Aufnahme): Salvatore Sassano (Dirigent), Orchester und Chor des Teatro San Carlo Neapel. Fernando de Lucia (Graf Almaviva), Giorgio Schottler (Bartolo), Maria Resemba (Rosina), Francesco Novelli (Figaro), Stefano Valentino (Basilio), Nina Sabatano (Berta), Angelo di Tommaso (Fiorello). Standing CD: SRO 819-1.[20]:15459
- Februar 1957 (gekürzt, Opernwelt-CD-Tipp: „künstlerisch wertvoll“):[21] Alceo Galliera (Dirigent), London Philharmonic Orchestra und Chorus. Luigi Alva (Graf Almaviva), Fritz Ollendorff (Bartolo), Maria Callas (Rosina), Tito Gobbi (Figaro), Nicola Zaccaria (Basilio), Gabriella Carturan (Berta), Mario Carlin (Fiorello). EMI CD: 5 6 5570 2, EMI CD: 7 47634 8 (2 CD), EMI LP: 29 1093 3 (2 LP), EMI MC: 29 1093 5 (2 MC).[20]:15492
- 1962 (gekürzt, Opernwelt-CD-Tipp: „künstlerisch wertvoll“):[21] Vittorio Gui (Dirigent), Royal Philharmonia Orchestra London, Glyndebourne Festival Chorus. Luigi Alva (Graf Almaviva), Ian Wallace (Bartolo), Victoria de los Ángeles (Rosina), Sesto Bruscantini (Figaro), Carlo Cava (Basilio), Laura Sarti (Berta), Duncan Robertson (Fiorello), Harold Williams (Ambrogio), John Rhys Evans (Offizier). EMI CD: 7 64162 2, Plaisir du clas LP: 1000133 (3 LP).[20]:15506
- Juni 1982 (Secco-Rezitative gekürzt, Opernwelt-CD-Tipp: „künstlerisch wertvoll“):[21] Neville Marriner (Dirigent), Academy of St Martin in the Fields, Ambrosian Opera Chorus. Francisco Araiza (Graf Almaviva), Domenico Trimarchi (Bartolo), Agnes Baltsa (Rosina), Thomas Allen (Figaro), Robert Lloyd (Basilio), Sally Burgess (Berta), Matthew Best (Fiorello), John Noble (Offizier). Philips CD: 411 058-2 (3 CD), Philips LP: 6769 100, Philips MC: 7654 100 (3 MC).[20]:15550
- November 1992 (Opernwelt-CD-Tipp: „künstlerisch wertvoll“):[21] Will Humburg (Dirigent), Failoni Chamber Orchestra, Hungarian Radio and Television Chorus. Ramón Vargas (Graf Almaviva), Angelo Romero (Bartolo), Sonia Ganassi (Rosina), Roberto Servile (Figaro), Franco de Grandis (Basilio), Ingrid Kertesi (Berta), Kázmir Sárkány (Fiorello), Ferenc Korpas (Offizier). Naxos CD: 8.660027-29.[20]:15563